# リュバルタス

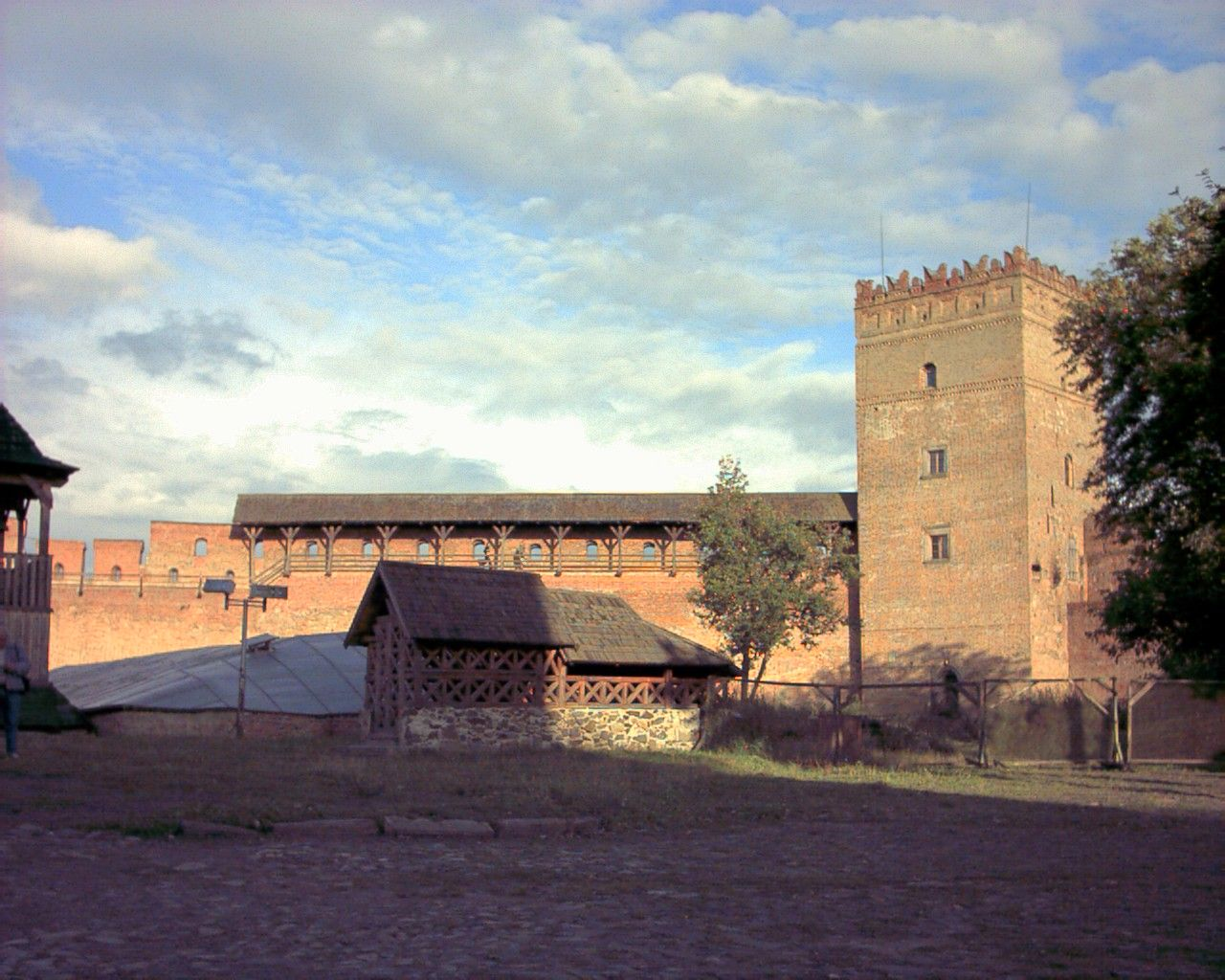
リュバルタスが築き、ヴィータウタスが改築を施したルーツィク城（ウクライナ・ルーツィク）

リュバルタス（Liubartas/Lubart/Lubko、? - 1384年）は、ハールィチ・ヴォルィーニ王国（現在のウクライナ）の支配者（在位：1340年 - 1349年）。リトアニア大公国の君主ゲディミナスの末息子。洗礼名はドミトリー（Dmitry）。

## 生涯
1320年頃または1323年頃、リュバルタスはハールィチ・ヴォルィーニ王（ルーシ王）アンドリーイの娘と結婚し、ヴォルィーニ東部のルーツィクの支配者となった。舅のアンドリーイとその弟レーヴ2世が1322年頃に相次いで死ぬと、ハールィチ・ヴォルィーニ王国には男子の相続者がいなくなった。ゲディミナスは息子のリュバルタスを後継者に推してポーランドとの戦争を引き起こすよりも、ヴワディスワフ1世と妥協することを選んだ。リトアニア、ポーランドの両国は、アンドリーイとレーヴ2世の甥ボレスワフ・ユーリー2世を王位につけた。ボレスワフ・ユーリー2世は、ヴワディスワフ1世の従弟、ゲディミナスの甥、プウォツク公ヴァツワフの娘婿という立場にある、ポーランドのマゾフシェ公国の統治者トロイデン1世の息子だった 。同時に14歳のボレスワフ・ユーリーはゲディミナスの娘の一人エウフェミアと婚約した。新王妃の兄リュバルタスは、ルーツィクとヴォロディームィル＝ヴォルィーンシキーを支配し続けた。
ハールィチ・ヴォルィーニ戦争は、1340年のボレスワフ・ユーリー2世の死まで引き延ばされていた。反抗的な貴族たちは王を毒殺し、リュバルタスをハールィチ・ヴォルィーニの新しい統治者に迎えたのである。史料があまりに少ないため、1341年から1349年までの出来事を完全に再構築することは不可能である。二人の兄アルギルダスとケーストゥティスの支援を受けていたのもかかわらず、リュバルタスは1349年、ポーランド王カジミェシュ3世にルーツィクを含むヴォルィーニ東部以外のすべての国土を奪われた。
1351年、リュバルタスは戦闘中に敵の捕虜となり、ケーストゥティスによって救出された。1366年、リュバルタスとポーランド王は和約を結んだ。この和約により、リュバルタスはヴォルィーニ東部とルーツィクを保持し、ポーランドがヴォルィーニ西部とハールィチ（ガリツィア）全域を領有した。しかし、事態が収まっていたのは1370年までだった。カジミェシュ3世の死と同時にリュバルタスは優位に立ち、ヴォルィーニ全域を奪い取った。この国境線は1569年、ルブリン合同に際してヴォルィーニおよびルーツィクがポーランド領に組み込まれるまで保たれた。
1382年、ハンガリー王・ポーランド王ラヨシュ1世が死ぬと、リュバルタスはカミャニェチ、プシェムィシルおよびハンガリー領内の諸都市を占領した 。リュバルタスはリトアニアの継承問題において、兄ケーストゥティスを支持し、その対抗馬である甥のヨガイラと対立した。リュバルタスは「リュバルタスの城」として知られるルーツィク城を築いた。この城は現在も残っている。
リュバルタスはヴォルィーニを約60年程度支配した後、1385年頃に亡くなった。

## 家族
1350年頃、リュバルタスはモスクワ大公セミョンの親族にあたるロストフ公コンスタンティンの娘アガフィヤと再婚した。リュバルタスにはフョードル、セミョン、ラザルの3人の息子がおり、このうちフョードルはヴォルィーニを相続し、1431年に亡くなった。